# Augusto Batista de Figueiredo
Augusto Batista de Figueiredo é um político brasileiro do estado de Minas Gerais.
Atuou como deputado estadual em Minas Gerais na 1ª Legislatura (1947 - 1951), substituindo alguns deputados afastados do PSD.
Foi eleito deputado estadual na Assembleia Legislativa de Minas Gerais para a 2ª Legislatura (1951 - 1955), pelo PSD.